# Sprężarka objętościowa
Sprężarka objętościowa – sprężarka w której przyrost ciśnienia gazu następuje wskutek zmniejszenia jego objętości. 
Sprężarki objętościowe są pompami wyporowymi, o konstrukcji przystosowanej do sprężania gazów.
Sprężarki objętościowe ze względu na cechy konstrukcyjne dzielą się na:
- sprężarki tłokowe
- sprężarki rotacyjne
- sprężarki membranowe - sprężarka o budowie i zasadzie działania podobnej do pompy membranowej.